# Dominikanermangokolibri
Der Dominikanermangokolibri (Anthracothorax dominicus) oder Dominikanermango ist eine Vogelart aus der Familie der Kolibris (Trochilidae), die auf Hispaniola, Puerto Rico, den Jungferninseln und deren unmittelbar angrenzenden Inseln vorkommt. Der Bestand wird von der IUCN als „nicht gefährdet“ (least concern) eingeschätzt.

## Merkmale

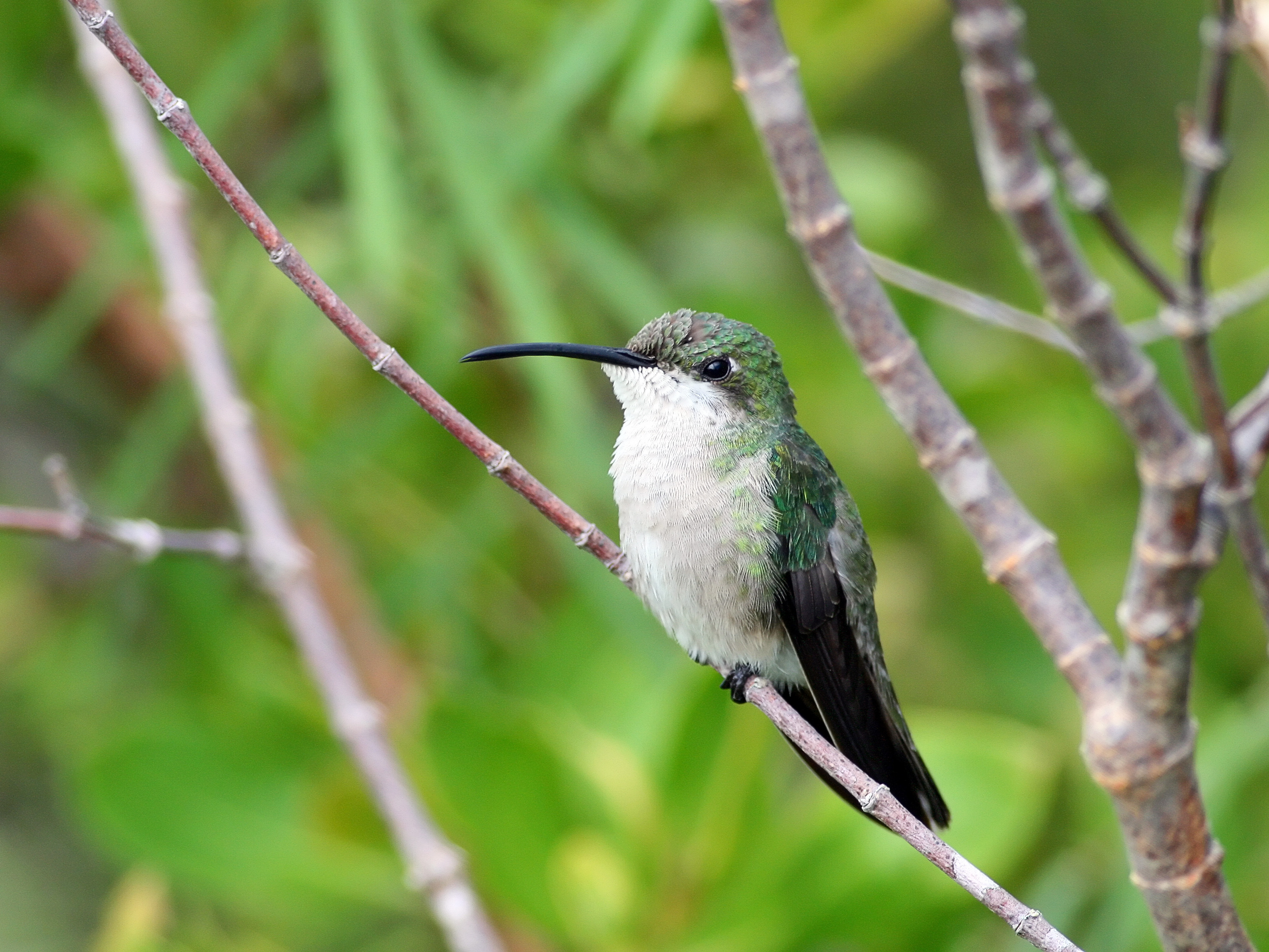
Dominikanermangokolibri ♀

Der Dominikanermangokolibri erreicht eine Körperlänge von etwa 11 bis 12,5 cm bei einem Gewicht der Männchen von 7 bis 8,2 g und der Weibchen von 4 bis 7 g. Das Männchen hat einen leicht gebogenen schwarzen Schnabel. Die Oberseite ist funkelnd bronzegrün. Das Kinn und die Kehle sind metallisch grün, der Rest der Unterseite ist samtschwarz. Der Schwanz ist violett mit blauschwarzen Spitzen. Der Schnabel des Weibchens ist ähnlich wie beim Männchen. Die Oberseite schimmert grün. Hinter dem Auge befindet sich ein kleiner weißer Fleck. Die Unterseite ist grau und hell weiß am Bauch. Jungvögel ähneln im Aussehen den Weibchen, haben aber eine samtschwarze Mittellinie. Sie weisen kein weißen Fleck hinter dem Auge auf.

## Verhalten und Ernährung
Der Dominikanermangokolibri bezieht seinen Nektar von Blüten der Gattungen der Kordien, Inga, Melocactus, Bauhinien, Prunkwinden, Hibiskus, Korallenbäume, Sabinea und anderen. Dazu gehören Insekten, die er im Flug fängt, zu seiner Nahrung. Spinnen sammelt er von der Oberfläche von Blättern und Stämmen. Er sucht sein Futter von den niederen mittleren Straten bis in die Baumspitzen in Höhen zwischen vier und zwanzig Metern über dem Boden. Die Männchen verteidigen nektarreiche Territorien.

## Fortpflanzung
Die Brutsaison ist von Dezember bis August, eventuell sogar das ganze Jahr. Das Nest ist ein kompakter Kelch, das mit weichen Pflanzenfasern ausgelegt wird und oft mit Flechten und Spinnweben ummantelt ist. Meist wird es in Bäumen, Gestrüpp und auf Kakteen in ein bis zehn Meter über dem Boden gebaut. Bei einer Studie im Südwesten der Dominikanischen Republik fand man 49 Nester in Wüstengestrüpp in einer durchschnittlichen Höhe von 3,1 Metern, d. h., in einer Bandbreite zwischen einem und sieben Metern über dem Boden. Ein Gelege besteht aus zwei Eiern. Die Küken sind schwarz mit zwei grauen Streifen am Rücken. Pro Jahr gibt es nur eine Brut.

## Lautäußerungen
Der Dominikanermangokolibri gilt als eher ruhiger Zeitgenosse. Ein Gesang ist bisher nicht beschrieben. Die Laute, die er von sich gibt, beinhalten wiederholte kurze tsip- und hohe, flüssige, zwitschernde Töne.

## Verbreitung und Lebensraum

Verbreitungsgebiet des Dominikanermangokolibris

Der Dominikanermangokolibri bevorzugt Lichtungen, Gärten, schattige Kaffeeplantagen, Sekundärvegetation und trockene buschige Hänge entlang der Küste in Höhenlagen von Meeresspiegel bis 2600 Meter. Meist ist er jedoch unter 1500 Meter unterwegs, oft in gestörten Waldgebieten sowie in Kiefernwäldern über 1100 Meter. Am seltensten trifft man ihn in halbtrockenen Regionen.

## Migration
Der Dominikanermangokolibri gilt als Standvogel.

## Unterarten
Es sind zwei Unterarten bekannt:
- Anthracothorax dominicus dominicus (Linnaeus, 1766)[3] – die Nominatform kommt auf Hispaniola und den nahen angrenzenden Inseln vor.
- Anthracothorax dominicus aurulentus (Audebert & Vieillot, 1801)[4] ist in Puerto Rico, den Jungferninseln und den nahen angrenzenden Inseln verbreitet. Bei der Unterart ist bei den Männchen nicht die ganze Unterseite unterhalb der Kehle blauschwarz. Diese Färbung reicht nur bis zur Mitte des Bauchs, wobei die Flanken grün und der mittlere hintere Bereich bis zur Kloake bräunlich grau ist. Die zentralen Steuerfedern sind bronzegrün und nicht schwärzlich blau. Das Weibchen ist am äußeren Schwanzbereich matt bräunlich grau, was in dunklere und weiße Spitzen übergeht. Außerdem ist die Unterart etwas kleiner.[1] Gelegentlich wird die Unterart als eigene Art betrachtet z. B. im Handbook of the Birds of the World.

## Etymologie und Forschungsgeschichte
Die Erstbeschreibung des Dominikanermangokolibris erfolgte 1766 durch Carl von Linné unter dem wissenschaftlichen Namen Trochilus dominicus. Das Typusexemplar stammte aus Dominica. Bereits 1831 führte Friedrich Boie die Gattung Anthracothorax ein. Erst später wurde auch der Dominikanermangokolibri der Gattung zugeordnet. Dieser Name leitet sich vom griechischen ἄνθραξ, ἄνθρακος ánthrax, ánthrakos für „Kohle, kostbarer Stein“ und θώραξ, θώρακος thōrax, thōrakos für „Brust“ ab. Der Artname bezieht sich auf den karibischen Inselstaat Dominica. Aurulentus ist lateinischen Ursprungs und bedeutet „von goldener Farbe“. Das Wort leitet sich von aurum für „Gold“ ab.